# Ашинский
Ашинский (баш. Әшә) — деревня в Иглинском районе Башкортостана, входит в состав Красновосходского сельсовета.

## Население
| 2002 | 2009 | 2010 |
| ---- | ---- | ---- |
| 148  | ↘147 | ↘121 |

Согласно переписи 2002 года, преобладающая национальность — марийцы (74 %).

## Географическое положение
Расположена на правом берегу реки Аша (по реке в этом месте проходит граница с Челябинской областью), примыкает к западным окраинам города Аша. Находится в 9 км к северо-востоку от села Красный Восход, в 52 км от Иглино и в 75 км от Уфы.
Транспортное сообщение с Ашей осуществляется через городскую улицу Узкоколейная у северной окраины деревни. К югу от деревни проходит ж.-д. линия Уфа — Челябинск, ближайший остановочный пункт — 1721 км (в 2 км к юго-востоку).